# Apache.be
Apache.be est un site d'information belge néerlandophone et une coopérative de journalisme d'investigation critique et progressiste.

## Histoire
En 2009, après la restructuration de De Morgen, quelques journalistes ont été appelés. En réponse, Tom Cochez, Georges Timmerman, Tim F. Van de Mensbrugghe, Jeroen De Preter, Stijn Debrouwere et Bram Souffreau ont lancé De Werktitle le 14 octobre. Le 24 février 2010, ce blog a été renommé Apache. Le 14 juillet, une association à but non lucratif a été fondée en vue d'une subvention de 20 000 euros pour la rédaction de 250 articles sur la critique des médias.
Le 14 décembre 2011, une société coopérative a été créée pour collecter des fonds grâce au financement participatif. Depuis lors, Apache appartient à De Werktitel coop et le travail des journalistes éditoriaux permanents a été financé par les actionnaires et les abonnés. Cela rend le site Web indépendant de l'influence des sponsors avec une équipe éditoriale autonome. Le travail des journalistes d'investigation réguliers est complété par des contributions d'invités.

### Partenaires structurels
Depuis 2011, Apache échange numériquement des articles pertinents avec le site Web culturel Rekto: verso, Mondial News et le  média pour jeunes StampMedia. Depuis le 10 janvier 2012, un Paywall protège une partie des articles sur Apache.be.
En février 2014, Karl van den Broeck est devenu rédacteur en chef. Avec le directeur opérationnel Bram Souffreau, il voulait se débarrasser des subventions aux critiques des médias pour devenir un quatrième pouvoir indépendant par analogie avec le journal d'investigation français Mediapart. Les partenariats structurels ont été élargis avec Charlie Magazine et Dutch Follow the Money, une plate-forme de recherche sur les systèmes et les organisations qui se portent t mal (financièrement et économiquement). En mars 2015, Apache a dénoncé la concurrence déloyale des aides d'État inconditionnelles aux entreprises de médias privatisées établies via Media.21. En avril 2015, la rédaction a été renforcée avec Jan Walraven. Apache échange des articles avec Médor, magazine francophone avec lequel il collabore sur des articles d'investigations d'importance nationale. Un bon exemple est la divulgation d'une diffusion délibérée de fake news autour de l'affaire du Kazakhgate .

### Défense et reconnaissance
En octobre 2016, Apache a été convoqué par le développeur du projet Land Invest Group et l'ancien chef de cabinet du bourgmestre d'Anvers Bart De Wever (N-VA). Cela a été considéré comme une atteinte à la liberté de la presse, qui a augmenté le nombre d'abonnés de 1 900 à 3 000 en peu de temps. Apache a lancé un financement participatif pour payer les frais de justice, mais a collecté bien plus d'argent qu'il n'en avait besoin, ce qui a permis de recruter un journaliste supplémentaire. Le 7 février, une prestation a été organisée à De Roma à Anvers. Lors de cette « Nuit d'Apache », il a été annoncé que 121 000 euros avaient été encaissés depuis l'assignation. De plus, Luc Pauwels a décerné la « plume d'Apache » comme allié dans la lutte pour la liberté de la presse.
Le 24 mai 2017, Apache a reçu l'« Arkprijs van het Vrije Woorden » pour « son support non lié à la commercialisation, l'étalement incontrôlé et l'aplatissement de l'actualité. » Ce prix a été éclipsé par un prêt manqué de Trividend. Apache lui-même avait approché ce fonds de capital-risque pour son aspect sociale, mais le dossier n'a pas été accepté car il « ne contribuait pas à l'épanouissement de groupes défavorisés ». Le président du conseil d'administration de Trividend a fait référence dans la presse à un membre du cabinet de la ministre de la N-VA, Liesbeth Homans, qui a proposé en tant que membre du conseil de ne pas accorder le prêt, après quoi le conseil a accepté. La ministre Homans a réagi dans la presse en citant que le journalisme d'investigation était incompatible avec sa compétence en économie sociale ,.

## Situation financière
La situation financière de De Werktitel cvba est extrêmement précaire . Fin 2018, la société avait une perte reportée de plus de 516 000 euros, plus de 300 000 euros de dette et un actif net de seulement 551 euros. Malgré le fait que la société recueille de l'argent auprès de ses membres chaque année (environ 50 000 euros en 2018 et 140 000 euros en 2017), les pertes continuent de s'accumuler. Le résultat d'exploitation est passé à 141 000 € en 2018 (80 000 en 2017). Cela a forcé la procédure de sonnette d'alarme et donc l'obligation légale pour l'assemblée générale de délibérer sur l'avenir (possible) de l'entreprise et d'établir au moins un plan de redressement. Dans ce plan, Apache a souligné que la situation est principalement due à des frais juridiques exceptionnels dus aux défenses judiciaires de Land Invest Group, entre autres. En outre, ils souhaitent recruter plus de membres et ainsi gagner des capitaux supplémentaires, en partie en impliquant plus de citoyens via Apache Local et en se concentrant davantage sur les ventes et le marketing.
Cependant, à la clôture des comptes annuels pour 2019, le conseil d'administration de De Werktitel cvba a de nouveau constaté que l'actif net (capitaux propres) était négatif, de sorte que la procédure de sonnerie d'alarme a dû être relancée conformément au nouveau code des sociétés et associations. Dans le cadre de la procédure, une Assemblée Générale Extraordinaire devait être organisée le 9 avril 2020 pour débattre de l'avenir de l'entreprise avec les actionnaires coopératifs. Cependant, dû à la pandémie de Covid-19, celle-ci est reportée à une date ultérieure.